# مؤسسة اليمن للإغاثة وإعادة الإعمار
المؤسسة اليمنية للإغاثة وإعادة الإعمار هي مؤسسة خيرية مقرها في الولايات المتحدة واليمن تقدم الإغاثة والمساعدات للمتضررين من النزاع والحرب في اليمن.

## منظمة
تأسست المؤسسة اليمنية للإغاثة وإعادة الإعمار في عام 2017 وسجلت في سياتل (واشنطن) وفي اليمن  كمنظمة خيرية 501 (c) (3).
يحكمها مجلس إدارة متطوع، مع الحد الأدنى من الموظفين في الولايات المتحدة. الموظفون في اليمن هم أيضًا متطوعون، ومعظمهم من موظفي الخدمة المدنية الحاليين أو السابقين من قطاعي الصحة والتعليم وجميعهم مبادرين في التطوع لاقائمة الموسسة.

## أنشطة
تقدم المؤسسة مساعدات غذائية، حيث أنها تقدم إمدادات الرعاية الصحية، وفلاتر المياه، والمستلزمات التعليمية للأطفال.
ودفعت المنظمة حكومة الولايات المتحدة لزيادة المساعدات لليمن وتقديم الدعم لها ووقف بيع الأسلحة للسعودية.

## رابط خارجي
- الموقع الرسمي